# Całkiem nowe lata miodowe
Całkiem nowe lata miodowe – polski serial komediowy, emitowany na antenie telewizji Polsat od 4 września do 25 grudnia 2004, będący kontynuacją Miodowych lat.

## Opis fabuły
Krawczykowie i Norkowie sprzedali swoje mieszkania na Woli i przeprowadzili się do domów bliźniaczych w Radości w dzielnicy Wawer. Panowie myślą o zmianie pracy, a panie oczekują potomków. Obaj mężczyźni nadal mają głowy pełne pomysłów na ulepszenie swego życia, jednak nie zawsze kończy się to pomyślnie. Muszą też troskliwie opiekować się ciężarnymi żonami, które niebawem mają urodzić dzieci, a wcześniej założyły firmę szwacką „Bejbuś”. Krawczykom rodzi się córka, a Norkom – syn.

## Obsada

### Główni bohaterowie
- Cezary Żak – Karol Krawczyk
- Artur Barciś – Tadeusz Norek
- Katarzyna Żak – Alina Krawczyk
- Dorota Chotecka – Danuta Norek
- Marta Lipińska – mama Aliny (Zofia Rudnik)
- Radosław Pazura – Rafał Zagórski
- Sylwia Juszczak – Agnieszka Malinowska
- Adam Biedrzycki – bankowiec
- Marcin Piętowski – barman
- Witold Bieliński – kloszard Ryszard Trzeci
- Paweł Szczesny – ksiądz

### Gościnnie
- Maciej Makowski – notariusz Jerzy Małecki (odc. 1)
- Jerzy Matula – właściciel willi Janusz Marian Radzki (odc. 1)
- Henryk Gołębiewski – kierowca szambowozu (odc. 6)
- Sławomir Wietrak – mężczyzna (odc. 7)
- Sławomir Głazek – Jerzy, uczestnik balu (odc. 8)
- Joanna Domańska – uczestniczka balu (odc. 8)
- Aleksander Machalica – mecenas, uczestnik balu (odc. 8)
- Julian Mere – mężczyzna z gitarą na balu (odc. 8)
- Marcin Kwaśny – Filip, uczestnik balu (odc. 8)
- Piotr Skarga – architekt Piotr, uczestnik balu (odc. 8)
- Zbigniew Suszyński – komornik sądowy Rysio (odc. 9)
- Piotr Bąk – dzielnicowy (odc. 11)
- Marek Barbasiewicz – Jan Marszałek (odc. 12)
- Agnieszka Różańska – Pamela Marszałek (odc. 12)
- Grażyna Zielińska – kandydatka na szwaczkę (odc. 13)
- Ewelina Serafin – kandydatka na szwaczkę (odc. 13)
- Magdalena Mazur – kandydatka na szwaczkę (odc. 13)
- Iwona Rejzner – kandydatka na szwaczkę (odc. 13)
- Joanna Falkowska – kandydatka na szwaczkę (odc. 13), modelka (odc. 16)
- Jarosław Gajewski – doktor Zawisza (odc. 14)
- Wojciech Pokora – Edward Rudnik, tata Aliny (odc. 14)
- Tomasz Steciuk – Aladius Klinge (odc. 16)
- Magdalena Wójcik – reporterka (odc. 16)
- Aleksander Gawek – reporter (odc. 16)
- Tomasz Kot – doktor Nowicki (odc. 17)
- Elżbieta Jarosik – pielęgniarka położna (odc. 17)
- Roman Milczarek – taksówkarz (odc. 17)
- Joanna Ziułkowska-Neuburger – córka Krawczyków (odc. 17)
- Emil Kardel – syn Norków (odc. 17)